# اندریه
اندریه، روستایی از توابع بخش ارجمند شهرستان زیرآب     "بلوک قزنچای" که رودخانه قزنچای از آن میگذرد، در استان تهران ایران است. زبان رایج در اندریه مازندرانی است.

## جمعیت
این روستا در دهستان دوبلوک قرار دارد و براساس سرشماری مرکز آمار ایران در سال ۱۳۸۵، جمعیت آن ۴۴۳ نفر (۱۲۹ خانوار) بوده‌است.